# Lomariopsis longicaudata
Lomariopsis longicaudata är en ormbunkeart som först beskrevs av Roland Napoléon Bonaparte, och fick sitt nu gällande namn av Holtt. Lomariopsis longicaudata ingår i släktet Lomariopsis och familjen Lomariopsidaceae. Inga underarter finns listade.